# Palos Verdes

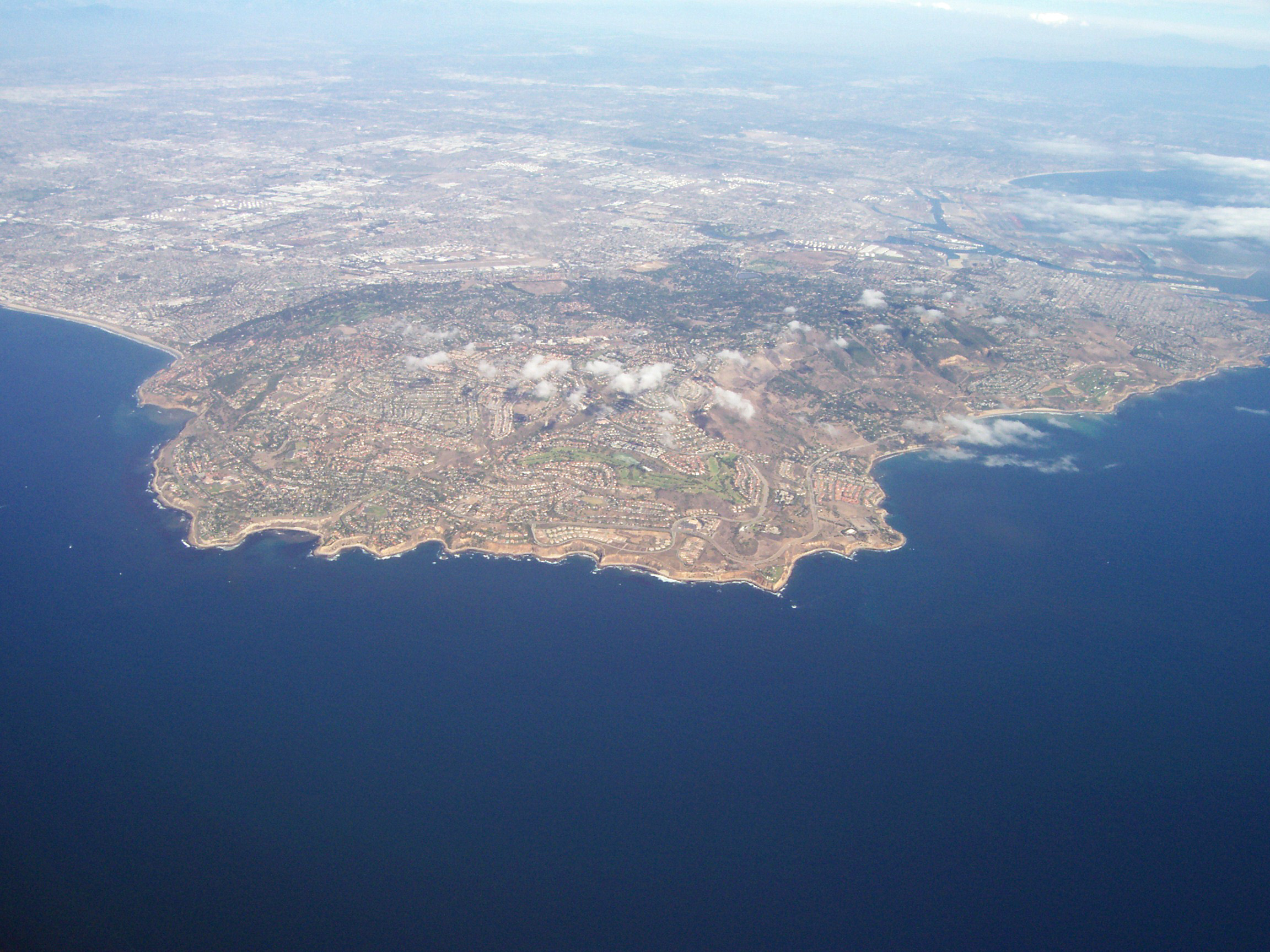

Palos Verdes refere-se a uma península californiana que engloba diversas localidades listadas abaixo:
a localidade de Palos Verdes Estates
a localidade de Rancho Palos Verdes
a localidade de Rolling Hills
a localidade de Rolling Hills Estates
uma área não-incorporada conhecida como Academy Hills
uma área não-incorporada conhecida como Westfield